# Tour des Flandres 1994
La 78e édition du Tour des Flandres a eu lieu le 3 avril 1994 et a été remportée par l'Italien Gianni Bugno.
La course disputée sur un parcours de 268 kilomètres est l'une des manches de la Coupe du monde de cyclisme sur route 1994. Après de nombreuses offensives, quatre coureurs ont réussi à s'extirper d'un peloton de moins d'une vingtaine de coureurs dans le Mur de Grammont : le tenant du titre Johan Museeuw, Andreï Tchmil, Gianni Bugno et Franco Ballerini. Finalement, à Meerbeke, Bugno s'est montré le plus rapide au sprint en battant d'un demi-boyau Museeuw. Il a fallu près de dix minutes au jury pour donner la décision.

## Classement
| #  | Coureur             | Équipe                    |    | Temps           |
| -- | ------------------- | ------------------------- | -- | --------------- |
| 1  | Gianni Bugno        | Polti-Vaporetto           | en | 6 h 45 min 20 s |
| 2  | Johan Museeuw       | GB-MG Maglificio          |    | 0 s             |
| 3  | Andreï Tchmil       | Lotto-Calo                |    | 0 s             |
| 4  | Franco Ballerini    | Mapei-Clas                |    | 0 s             |
| 5  | Johan Capiot        | TVM-Bison Kit             |    | 1 min 11 s      |
| 6  | Fabio Baldato       | GB-MG Maglificio          |    | 1 min 54 s      |
| 7  | Guido Bontempi      | Gewiss-Ballan             |    | 1 min 54 s      |
| 8  | Marc Sergeant       | Novemail-Histor           |    | 1 min 54 s      |
| 9  | Edwig Van Hooydonck | Wordperfect-Colnago-Decca |    | 1 min 54 s      |
| 10 | Frank Corvers       | Collstrop-Willy Naessens  |    | 1 min 54 s      |